# Haydarpaşa

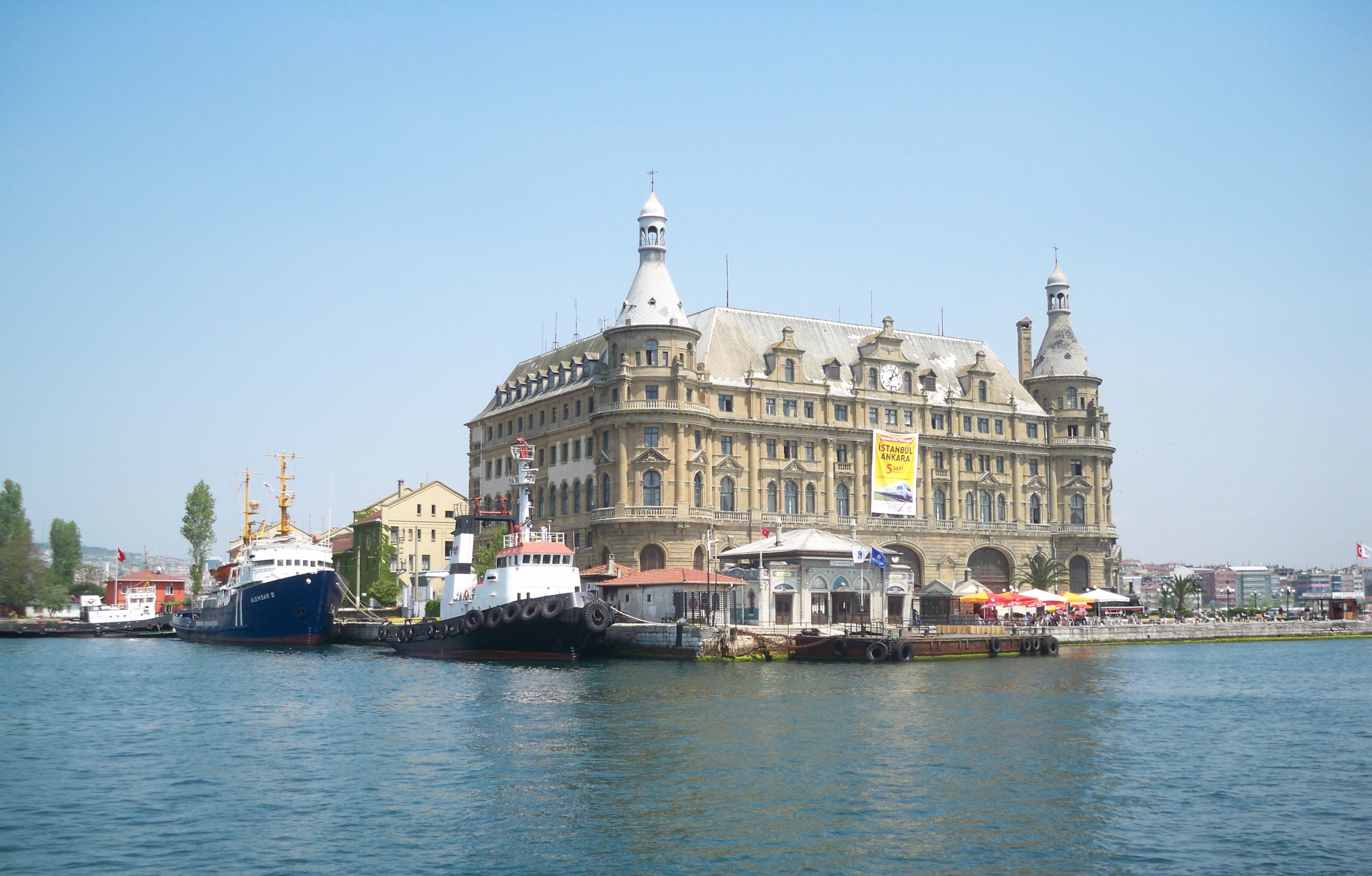
Station Haydarpaşa

Haydarpaşa is een wijk in het district Kadıköy in het Aziatische gedeelte van Istanbul.
Hier bevindt zich onder meer het Station Haydarpaşa, de Haidar Pasha Cemetery en de haven van Haydarpaşa.